# Amurska oblast
Amurska oblast (tudi Priamurje, rusko Аму́рская о́бласть (Приаму́рье)) je oblast v Rusiji v Daljnovzhodnem federalnem okrožju. Leži v porečju Amurja in Zeje. Na severu meji z republiko Jakutijo, na vzhodu s Habarovskim okrajem, na jugu s Kitajsko in na zahodu z Zabajkalskim okrajem. Ustanovljena je bila 20. oktobra 1932.

## Guvernerji
- 1991 - Albert Krivčenko
- 1993 - Aleksander Surat
- 1993 - Vladimir Polevanov
- 1994 - Vladimir Djačenko
- 1996 - Jurij Ljaško
- 1997 - Anatolij Belonogov
- 2001 - Leonid Korotkov
- 2007 - Nikolaj Kolesov
- 2008 - Oleg Kožemjako
- 2015 - Aleksander Kozlov
- 2018 - Vasilij Orlov